# Cosme Ribera Miró
Cosme Ribera Miró (La Plana, Alcover, provincia de Tarragona, 17 de octubre de 1842 – Albí, provincia de Lérida, 28 de febrero de 1928) fue un compositor de zarzuelas y director de orquesta español. Fue hermano del también compositor José Ribera Miró.
Desde niño se dedicó al estudio del violín, el piano y de la armonía. Después de haberse dado a conocer como concertista de violín, cuando todavía no había cumplido los veinte años, en 1862 entró a formar parte del Teatro del Circo de Barcelona. De esta época datan sus primeras composiciones instrumentales, entre ellas diversas de género religioso, que fueron muy elogiadas por la crítica.
En 1866 inició su carrera de maestro director y concertador, llegando a ocupar en 1873 el puesto de director del Teatro Principal de Barcelona, que conservó hasta el 1876, fecha en la que pasó con el mismo cargo al Gran Teatro del Liceo de Barcelona, donde hizo una brillante campaña, así como en el Principal de Valencia y en otros no menos importantes.
Escribió numerosas obras teatrales, sinfónicas y religiosas. Entre las que figuran el baile en dos actas Clymenea y la música de la comedia de magia La pata de cabra. Sus sinfonías Belona y Taormina, así como la cantata A la Musa Catalana, consiguieron gran éxito en la época de su estreno; también hay que mencionar entre sus numerosas obras religiosas, tanto por las elevadas ideas como por su valía técnica, un Réquiem y una Misa de Gloria, a gran orquesta.

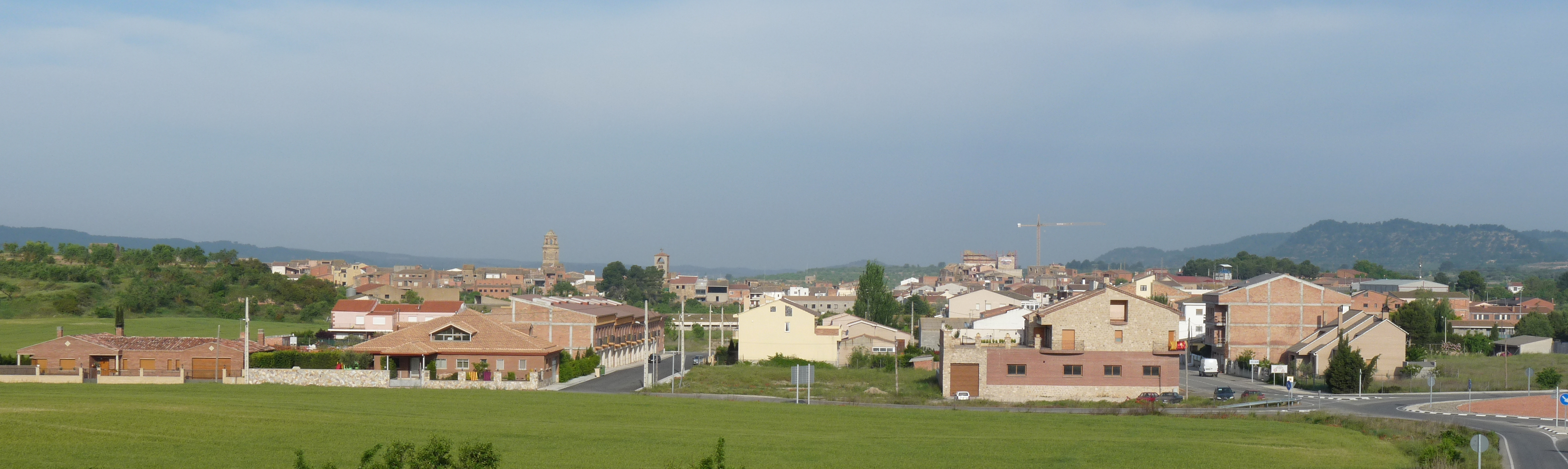
Vista general de Albí, donde Cosme Ribera y Miró acabó sus días como organista.

El 1885 fue nombrado profesor del Conservatorio del Liceo Filarmónico Barcelonés de Isabel II, pero al poco tiempo renunció al cargo, retirándose en Albí, donde mantuvo la plaza de organista de la parroquia.

## Obra dramática y musical
- Pobre xicot. Juguete en 1 acto. Estrenado en el Teatro Circo Barcelonés el lunes, 17 de marzo de 1873.
- La nena del Vendrell. Zarzuela en 1 acto. Libreto de Enric Roig. Estrenada en el Teatro Tívoli de Barcelona el 17 de julio de 1873.
- La manescala. Libreto de Eduardo Vidal de Valenciano y de Rafael Burgell. Estrenada en el Teatro Tívoli de Barcelona el 22 de julio de 1874.
- El metge dels gegants. Libreto de Narcís Campmany i Pahissa. Estrenada en el Teatro Tívoli de Barcelona el 17 de agosto de 1874.
- L'esparver. Zarzuela en 3 actos. Libreto de José Feliú y Codina. Estrenada en el Teatro Circo de Barcelona. 1883